# 細川元儀
細川 元儀（ほそかわ もとのり）は江戸時代の武将。和泉上守護・細川元常の末裔。

## 概要
兄の親朝が早逝したため、延宝2年（1674年）11月1日に 後水尾院に仕えた。延宝8年（1680年）8月19日に後水尾院が崩御した後には致仕した。